# Quarré-les-Tombes
Quarré-les-Tombes – miejscowość i gmina we Francji, w regionie Burgundia-Franche-Comté, w departamencie Yonne. W 2013 roku jej populacja wynosiła 718 mieszkańców. Przez gminę przepływa rzeka Cure. 